# Time Machine (álbum de Axxis)
Time Machine (en español: Máquina del tiempo) es el octavo álbum de estudio de la banda alemana de heavy metal Axxis y fue publicado en formato de disco compacto en 2004 por AFM Records.
Esta producción musical fue grabado en 2003 en los estudios SoundWorxx en Bergkamen, Alemania y mezclado y masterizado en los estudios House of Audio, localizados en Karlsdorf, Turingia. Time Machine fue producido por el vocalista Bernhard Weiss y el teclista Harry Oellers.
Un año antes del lanzamiento de este álbum, se publicó una versión promocional de Time Machine (la cual no estaba a la venta),  que enlistaba más temas que la edición final, así como material adicional.
La versión japonesa de Time Machine contiene el tema extra «River of Love», mientras que algunas otras ediciones incluyen, además de la melodía antes mencionada, la canción «Circus of Love».  Se lanzaron ediciones especiales que contenían contenido multimedia, como un protector de pantalla, póster, un video musical de Axxis tocando en la gira Axxis on Tour y la versión en karaoke de «Wind of the Night (Shalom)».
En el mismo año de su publicación, Time Machine alcanzó el puesto 72.º del Media Control en Alemania.

## Lista de canciones
Todas las canciones fueron escritas por Bernhard Weiss y Harry Oellers.

### Versión original de 2004
| Side one |                              |                                      |          |  |
| N.º      | Título                       | Traducción al español                | Duración |  |
| 1.       | «Mystery of Time»            | «Misterio del tiempo»                | 1:04     |  |
| 2.       | «Angel of Death»             | «Ángel de la muerte»                 | 5:00     |  |
| 3.       | «Time Machine»               | «Máquina del tiempo»                 | 5:08     |  |
| 4.       | «Wind in the Night (Shalom)» | «Viento en la noche (paz)»           | 4:50     |  |
| 5.       | «Lost in the Darkness»       | «Perdido en la oscuridad»            | 3:47     |  |
| 6.       | «The Demons are Calling»     | «Los demonios están llamando»        | 3:57     |  |
| 7.       | «Wings of Freedom»           | «Alas de la libertad»                | 4:38     |  |
| 8.       | «Dance in the Starlight»     | «Baile bajo la luz de las estrellas» | 4:17     |  |
| 9.       | «Battle of Power»            | «Batalla de poder»                   | 3:34     |  |
| 10.      | «Alive»                      | «Vivo»                               | 4:49     |  |
| 11.      | «Gimme Your Blood»           | «Dame tu sangre»                     | 4:15     |  |
| 12.      | «Don't Drag Me Down»         | «No me hundas más»                   | 4:18     |  |

### Promocional de 2003
| Side one |                                                |                                      |          |  |
| N.º      | Título                                         | Traducción al español                | Duración |  |
| 1.       | «Angel of Death» (versión en club)             | «Ángel de la muerte»                 | 5:00     |  |
| 2.       | «Wind in the Night (Shalom)» (versión en club) | «Viento en la noche (paz)»           | 4:55     |  |
| 3.       | «Mystery of Time»                              | «Misterio del tiempo»                | 1:04     |  |
| 4.       | «Angel of Death»                               | «Ángel de la muerte»                 | 5:00     |  |
| 5.       | «Time Machine»                                 | «Máquina del tiempo»                 | 5:08     |  |
| 6.       | «Wind of the Might» (versión de Shalom)        | «Viento de la noche»                 | 4:50     |  |
| 7.       | «Lost in the Darkness»                         | «Perdido en la oscuridad»            | 3:47     |  |
| 8.       | «The Demons are Calling»                       | «Los demonios están llamando»        | 3:57     |  |
| 9.       | «Wings of Freedom»                             | «Alas de la libertad»                | 4:38     |  |
| 10.      | «Dance in the Starlight»                       | «Baile bajo la luz de las estrellas» | 4:17     |  |
| 11.      | «Battle of Power»                              | «Batalla de poder»                   | 3:34     |  |
| 12.      | «Alive»                                        | «Vivo»                               | 4:49     |  |
| 13.      | «Gimme Your Blood»                             | «Dame tu sangre»                     | 4:15     |  |
| 14.      | «Don't Drag Me Down»                           | «No me hundas más»                   | 4:18     |  |

### Versión japonesa
| Side one |                                 |                       |          |  |
| N.º      | Título                          | Traducción al español | Duración |  |
| 13.      | «River of Love» (canción extra) | «Río de amor»         |          |  |

### Ediciones especiales
| Side one |                                  |                       |          |  |
| N.º      | Título                           | Traducción al español | Duración |  |
| 14.      | «Circus of Love» (canción extra) | «Circo de amor»       |          |  |

## Créditos

### Axxis
- Bernhard Weiss — voz principal y coros
- Harry Oellers — teclados
- Guido Wehmeyer — guitarra
- Kuno Niemeyer — bajo

### Músicos adicionales
- Kosta Zafiriou — batería
- Burkhard Lipps — guitarra
- Lakonia — coros

### Personal de producción y de arte
- Bernhard Weiss — productor
- Harry Oellers — productor
- Dennis Ward — mezclador
- Jürgen Lusky — masterizador
- Derek Gores — diseñador de arte de portada
- Nils Wasko — trabajo de arte y diseño
- Dirk Schelpmeier — fotografía

## Listas
| Año  | País     | Lista                | Posición máxima |
| ---- | -------- | -------------------- | --------------- |
| 2004 | Alemania | Media Control Charts | 72.º            |